# Echo Studio
Echo Studio est une société française de production et distribution de films, fondée en 2017.

## Création
Elle est cofondée en 2017 par la société Bonne Pioche (Yves Darondeau et Emmanuel Priou) et le financier Serge Hayat.

## Fonctionnement
La société vise les financements privés et publics, pour produire des documentaires ou des fictions « porteurs de sens », à « vocation citoyenne ». Cette production (surtout sur des thématiques politiques, sociales ou environnementales, à l'instar de Participant Media) vise l'ensemble des médias (cinéma, télévision, plates-formes, web).

## Direction
Son premier directeur est Philippe de Bourbon. En 2019, Jean-François Camilleri, ancien vice-président de The Walt Disney Company France et fondateur de Disneynature, en devient le nouveau président.

## Filmographie
- 2019 : Demain est à nous de Gilles de Maistre[5]
- 2019 : Freedom (Buoyancy) de Rodd Rathjen[5]
- 2019 : Watt the fish de Dorian Hays & Emerick Missud[6]
- 2019 : One way ticket de Grégoire Gosset[7]
- 2021 : Marcher sur l'eau de Aïssa Maïga